# Districts congressionnels de l'Alabama

Délimitation des circonscriptions électorales pour 2024 et les élections suivantes jusqu'en 2030.

L'État américain de l'Alabama est actuellement divisé en sept districts congressionnels, chacun représenté par un membre de la Chambre des représentants des États-Unis.
Depuis le redécoupage électoral de 1973 et suite au recensement américain de 1970, l'Alabama compte sept circonscriptions congressionnelles. C'est trois circonscriptions de moins que le record historique de dix circonscriptions congressionnelles juste avant le recensement de 1930.
Dans l'affaire Allen v. Milligan (en), 599 U.S. 1 (2023), la Cour suprême des États-Unis a jugé que la carte électorale actuelle de l'État violait l'article 2 de le Voting Rights Act de 1965 (52 U.S.C. § 10301) et devait être redessinée avec un district supplémentaire à majorité noire. La législature d'État de l'Alabama a approuvé une autre carte, également contraire à la loi, mais un tribunal fédéral a choisi une nouvelle carte en appel.

## Districts actuels
La délégation compte sept membres : 5 républicains et 2 démocrates.
| District     | Représentant | Représentant    | Parti       | Élection       | CPVI | Carte |
| District     | Portrait     | Nom             | Parti       | Élection       | CPVI | Carte |
| ------------ | ------------ | --------------- | ----------- | -------------- | ---- | ----- |
| 1er district |              | Barry Moore     | Républicain | 3 janvier 2025 | R+27 |       |
| 2e district  |              | Shomari Figures | Démocrate   | 3 janvier 2025 | J+5  |       |
| 3e district  |              | Mike Rogers     | Républicain | 3 janvier 2003 | R+23 |       |
| 4e district  |              | Robert Aderholt | Républicain | 3 janvier 1997 | R+33 |       |
| 5e district  |              | Dale Strong     | Républicain | 3 janvier 2023 | R+15 |       |
| 6e district  |              | Gary Palmer     | Républicain | 3 janvier 2015 | R+20 |       |
| 7e district  |              | Terri Sewell    | Démocrate   | 3 janvier 2011 | J+13 |       |

## Redécoupage électoral

### Années 2000
Le redécoupage électoral de 2002, consécutif au recensement de 1990, a légèrement renforcé la position démocrate, sans toutefois contribuer à une évolution nette des partis au cours de la décennie. Le changement le plus important de 2002 a concerné le troisième district, qui a perdu le comté de Saint Clair, alors bastion républicain, au profit de zones plus démocrates du comté de Montgomery, notamment autour du Capitole. La composition noire du district a ainsi augmenté de 7 %. Cependant, cela n'a pas entraîné la destitution du représentant républicain. Les changements de sièges au cours de la décennie ont été un changement fortuit du deuxième district de Wiregrass (en) lors de la vague démocrate de 2008, et un changement (par changement de parti puis élection d'un autre républicain) du cinquième district de Huntsville et du nord de l'Alabama, dans le cadre du réalignement continu du Sud blanc rural vers un soutien quasi unanime au Parti républicain[réf. nécessaire].
La législature d'État de l'Alabama est chargée de la répartition et du redécoupage des circonscriptions électorales en Alabama. Un comité intérimaire bipartisan de 22 représentants (11 de la Chambre des représentants et 11 du Sénat) est formé pour élaborer un plan de redécoupage électoral et le recommander à la législature d'État. Le gouverneur dispose d'un droit de veto sur les projets législatifs de l'État et du Congrès.
Tous les plans de redécoupage électoral récents ont été ordonnés par les tribunaux, faute pour le législateur d'avoir mis en œuvre ses propres plans. Le plan de redécoupage électoral adopté après le recensement de 1990 a d'abord été proposé par les Républicains, puis mis en vigueur par les tribunaux fédéraux. Ce plan a évincé les résidents noirs du deuxième et sixième district, auparavant disputés aux Démocrates.
Le sixième et septième district sont considérés par les organisations de surveillance du redécoupage électoral telles que FairVote (en) et le Comité national pour l'efficacité du Congrès (en) comme étant « irréguliers » ou « gerrymandered ».
Après qu'un tribunal fédéral de première instance a rejeté une plainte pour découpage électoral racial concernant les circonscriptions électorales des États, la Cour suprême des États-Unis a annulé et renvoyé l'affaire. La majorité des cinq juges a conclu qu'« il existe des preuves solides, voire accablantes, que la race était un facteur prédominant ». Parce que le tribunal de première instance avait à tort recherché un découpage électoral racial à l'échelle de l'État, la Cour suprême lui a ordonné d'examiner chaque circonscription individuellement.

### Années 2020

La carte des circonscriptions électorales du Congrès choisie par le tribunal de première instance pour les élections à la Chambre des représentants des États-Unis de 2024 et les élections ultérieures jusqu'en 2030.

La carte initiale issue du recensement de 2020, adoptée par l'assemblée législative contrôlée par les Républicains en novembre 2021, ne différait pas sensiblement de celle de la décennie précédente. Elle dessinait un seul district à forte population noire, en intégrant les zones les plus fortement afro-américaines des comtés de Jefferson et de Tuscaloosa à une grande partie de la ceinture noire (en) et des zones fortement afro-américaines du comté de Montgomery, la capitale.
Dans un avis per curiam du 24 janvier 2022, la Cour de district des États-Unis pour le district nord de l'Alabama (en) a déclaré illégale la carte adoptée par l'Assemblée législative de l'Alabama après qu'une action en justice eut été intentée par l'ACLU et la NAACP Legal Defense and Educational Fund (en), ordonnant à l'Assemblée législative de tracer deux circonscriptions soit à majorité noire en âge de voter, soit « dans lesquelles les électeurs noirs ont par ailleurs la possibilité d'élire un représentant de leur choix ». Cette affaire a été portée devant la Cour suprême peu après. Des exposés ont suivi et les plaidoiries orales ont culminé le 4 octobre 2022. La question soumise aux délibérations des juges et à un éventuel avis était la suivante :

« Le plan de redécoupage électoral de l'Alabama pour 2021 concernant ses sept sièges à la Chambre des représentants des États-Unis a-t-il violé l'article 2 de la loi sur le droit de vote, 52 U.S.C. § 10301.21. »

Le 8 juin 2023, la Cour suprême des États-Unis a rendu sa décision dans l'affaire Allen v. Milligan (en). Dans un avis rendu à cinq voix contre quatre par le juge en chef Roberts, rejoint par les juges Sotomayor, Kagan, Kavanaugh et Jackson, la Cour a statué que le plan de redécoupage électoral de l'Alabama violait probablement l'article 2 de la VRA de 1965 en diluant le pouvoir des électeurs noirs, et a ordonné à l'État de tracer une nouvelle carte avec un district supplémentaire à majorité noire.
L'assemblée législative de l'État a procédé au tracé d'une carte qui n'a augmenté que marginalement la part des électeurs noirs dans le deuxième district. Par la suite, l'État a été poursuivi par les plaignants Milligan pour non-respect de la décision de la Cour. Peu après, le tribunal de première instance a statué contre l'État et a nommé un expert spécial pour redessiner la carte. Le procureur général de l'Alabama, Steve Marshall, a interjeté appel devant la Cour suprême pour obtenir un sursis à exécution de la décision, mais sa demande a été rejetée sans qu'aucune dissidence ne soit rendue publique. Par la suite, l'État a retiré tous ses recours, et l'une des trois cartes proposées a été approuvée par le tribunal de première instance le 5 octobre 2023 pour être mise en œuvre pour la décennie restante.
La nouvelle carte, qui entrera en vigueur pour les élections à la Chambre des représentants des États-Unis de 2024 (en), modifie considérablement le deuxième et septième district, qui comptent désormais une faible majorité noire ou une population en âge de voter. Elle couvre la partie est de la ceinture noire de l'Alabama (en). Le deuxième district devrait inclure des portions des villes de Phenix City, Montgomery et Mobile. De plus, la carte dessine la partie côtière sud-est de l'Alabama, du deuxième district au premier district.

## Histoire de la délégation congressionnelle

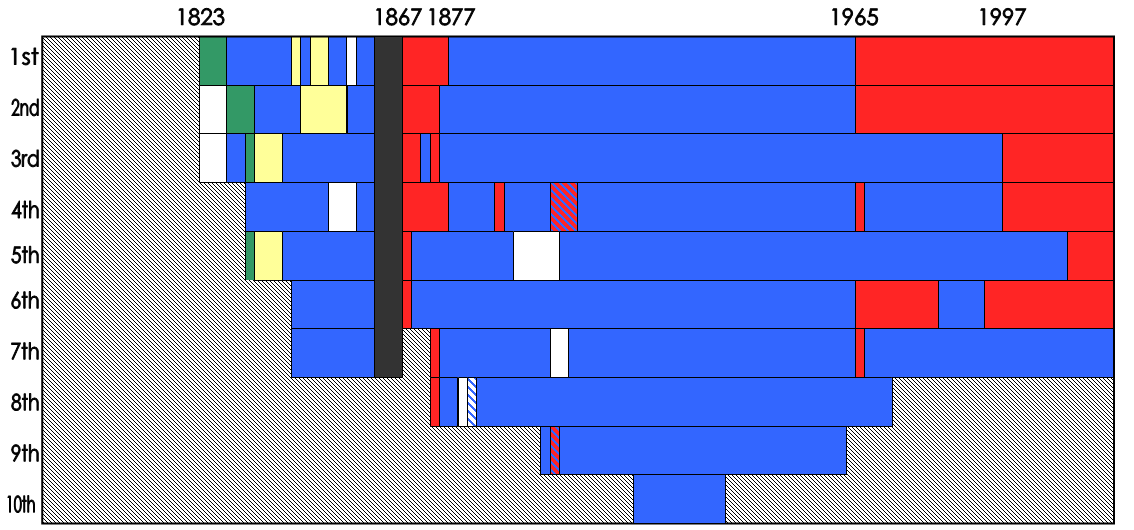
Schéma historique de la délégation de la Chambre des représentants de l'Alabama.

L'Alabama est représentatif de la plupart des États du Sud par son modèle, malgré quelques différences intéressantes. Admis dans l'Union en 1819, il a nommé ses premiers membres au 18e congrès des États-Unis (en) en 1823. La croissance démographique de l'Alabama, conjuguée à l'expansion de la Chambre des représentants des États-Unis, a fait qu'au début de la guerre de Sécession, l'Alabama comptait sept sièges, tous jusque-là dominés par les démocrates ou les démocrates-républicains.
Après la guerre de Sécession, l'Alabama fut soumis à la Reconstruction et placé sous contrôle militaire pendant un certain temps. Comme à l'époque, les affranchis obtinrent le droit de vote et le gouvernement fédéral républicain nomma des candidats républicains aux postes de sénateurs, de députés et de gouverneurs. L'Alabama ne fit pas exception. Cependant, en 1874, le Parti démocrate s'y était rétabli, et une série de redécoupage (en), puis de lois raciales punitives, garantissèrent qu'aucun républicain ne resta député après 1877.
Avec très peu de déviation, les démocrates du Sud sont restés fermement dominants en Alabama jusqu'en 1965. Au cours des 30 années suivantes, les républicains et les démocrates ont partagé la représentation de l'Alabama au Congrès.
En 1997, les républicains dominaient les sièges du Congrès de l'Alabama.

## Évolution

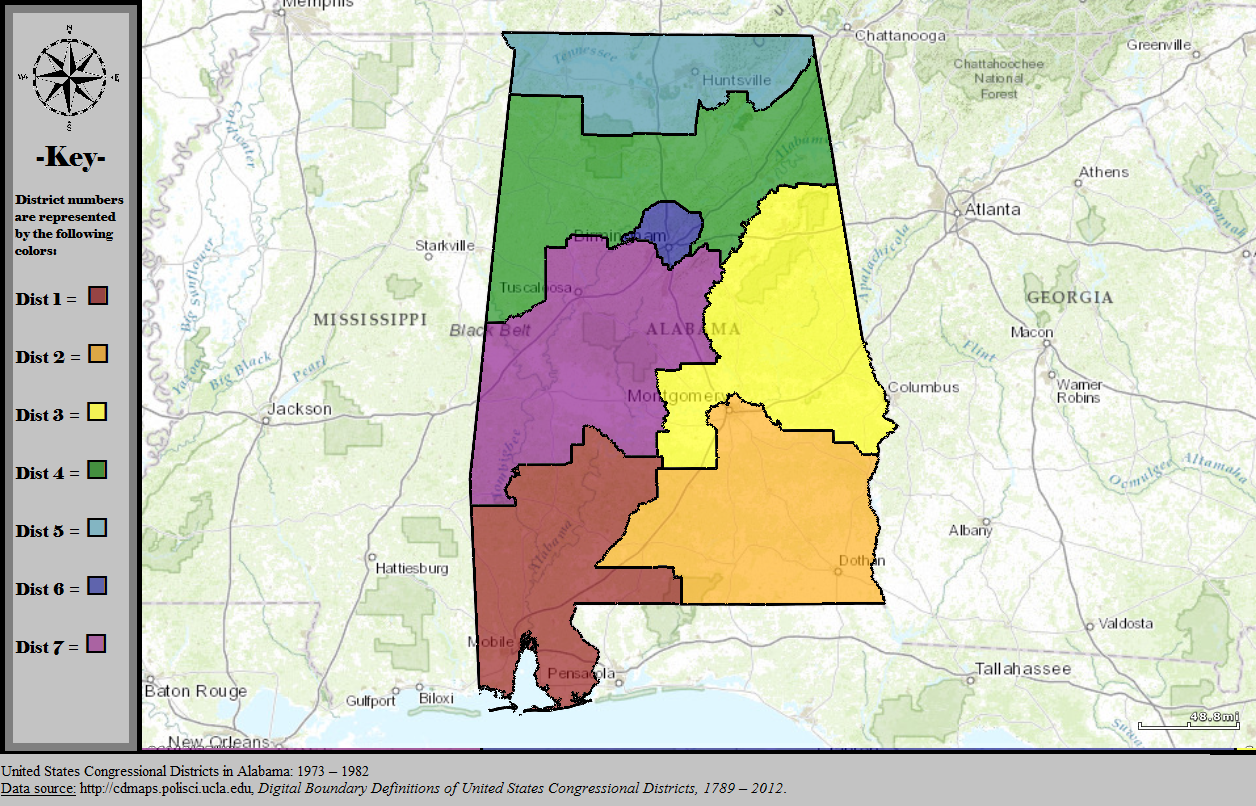
1973 à 1982
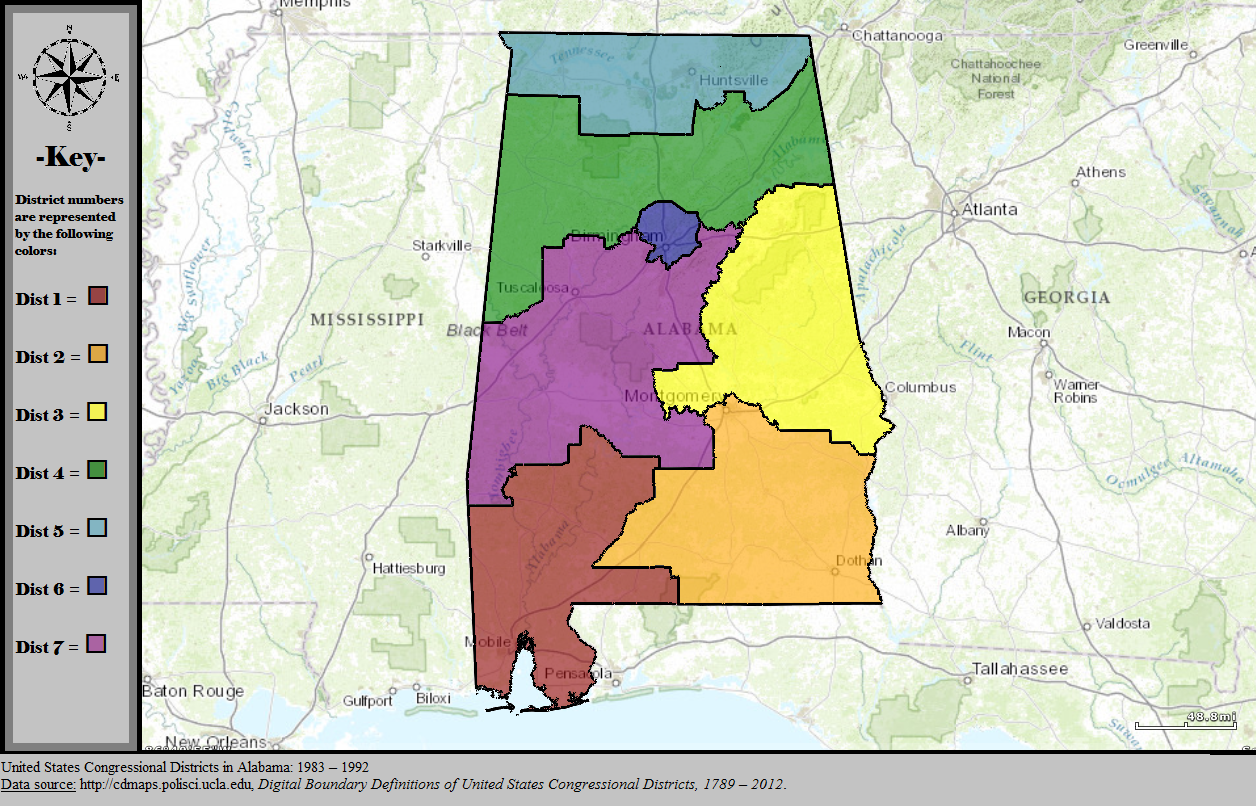
1983 à 1992
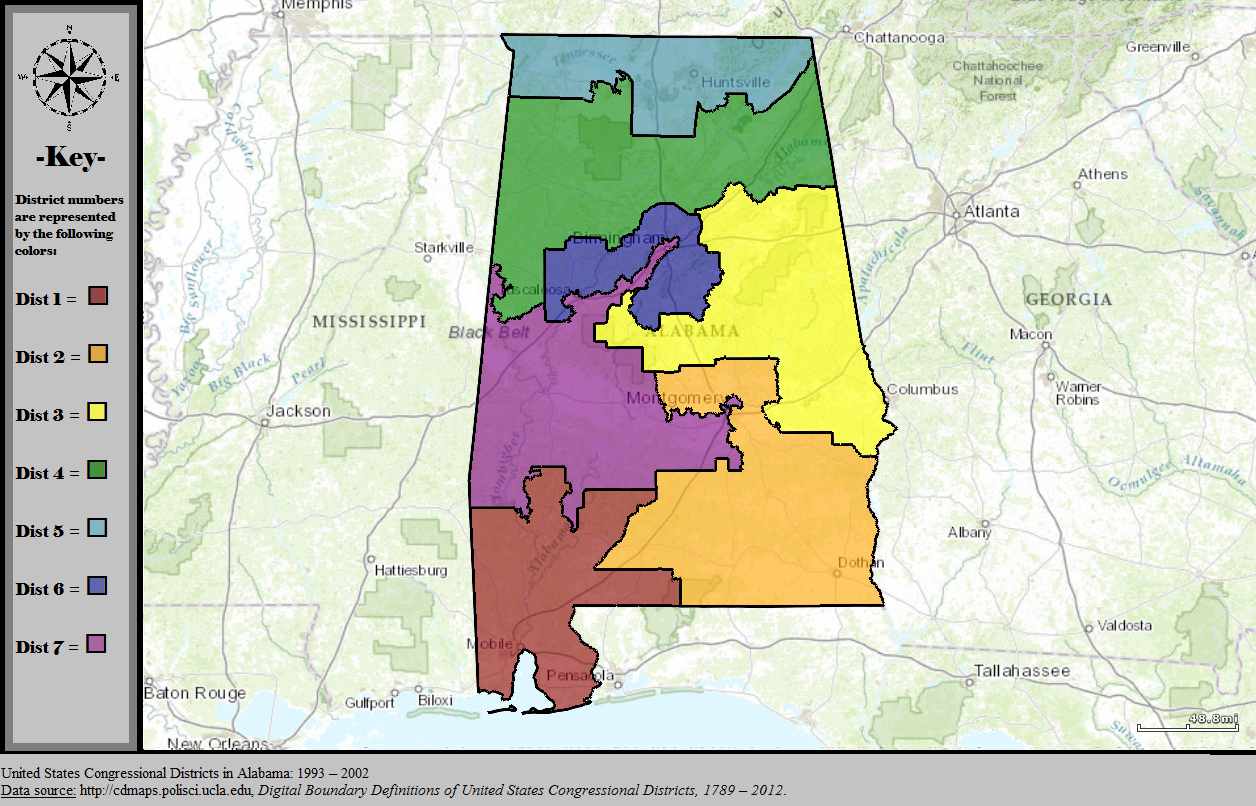
1993 à 2002
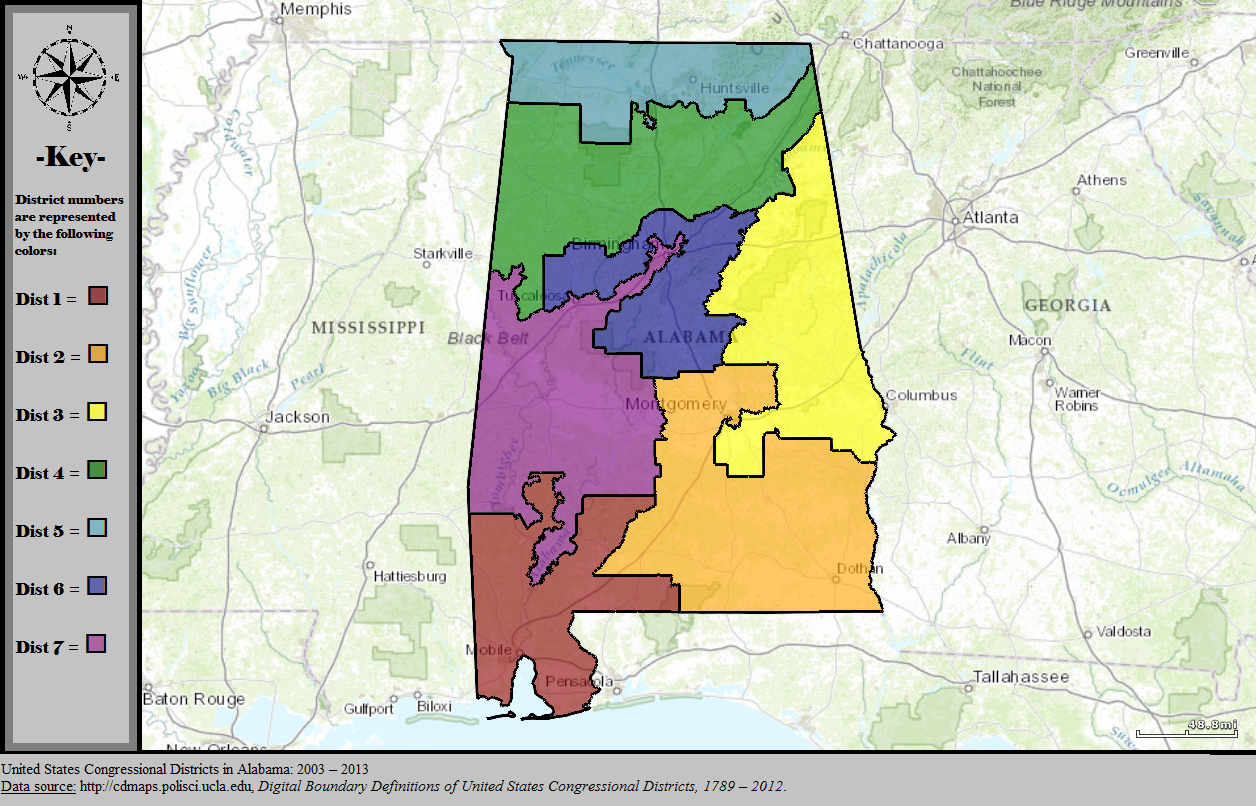
2003 à 2013
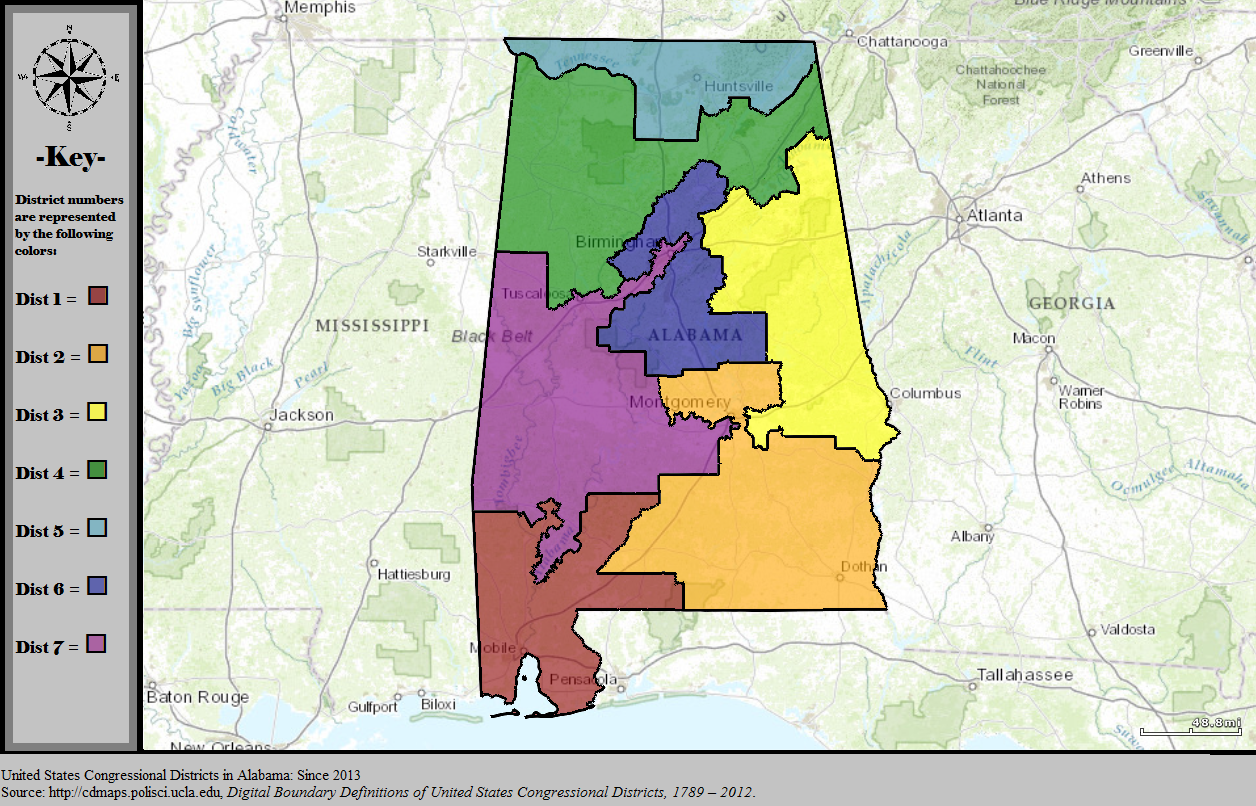
2013 à 2023
2023 à 2025
Depuis 2025